# Famille Tata
Pour les articles homonymes, voir Tata.

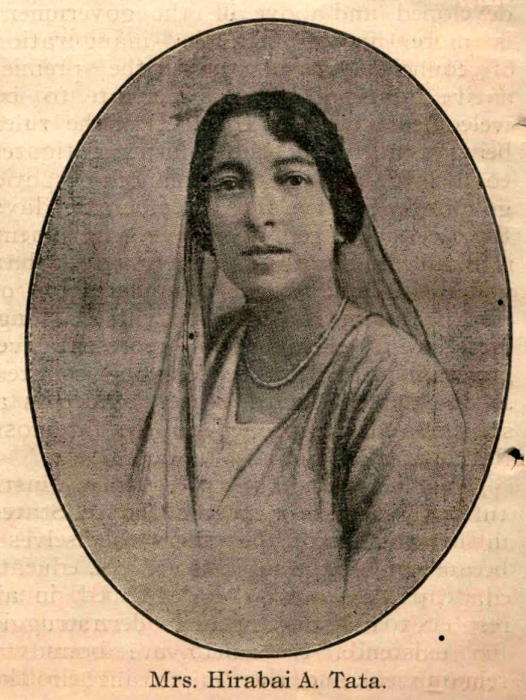
Hirabai Tata, épouse du fondateur du groupe Tata

Les Tata sont une famille d'industriels indiens, d'origine parsie, venant de Baroda dans le Gujarat et établis à Bombay. Elle est fondatrice du groupe qui porte son nom : Tata Group. Conglomérat qu'elle contrôle toujours.
Ses plus importants représentants sont :
- Nusserwanji Tata (1822-1886), pionnier de l'économie indienne.
  - Jamshedji Nasarwanji Tata (1839-1904) : fils de Nusserwanji. Fondateur du groupe Tata, commence son activité à Bombay dans l'industrie textile qu'il mécanise. Après s'être vu refuser l'entrée dans un hôtel, il diversifie ses activités dans l'hôtellerie avec la gestion du luxueux Taj Mahal Hôtel (Mumbai) qu'il fait construire. Il crée la TISCO pour la production d'acier qui verra le jour en 1907 soit quelques années après son décès, et fonde la ville de Jamshedpur au Bihar, dans la « Ruhr » indienne.
    - Sir Dorabji Tata (1859-1933) : le fils aîné de JN Tata,  industriel, philanthrope et 2e président du groupe Tata. Sa femme, Meherbai Tata, était la tante maternelle du scientifique nucléaire Homi J. Bhabha. Le couple n’a pas eu d’enfants.
    - Ratanji Tata (1871–1918),fils cadet de Jamsetji, philanthrope et pionnier des études sur la pauvreté. Le couple n’a pas eu d’enfants. Après la mort de Ratanji Tata, sa femme, Navajbai Tata, adopta un orphelin, Naval, qui était le petit-neveu de sa belle-mère, et l’éleva comme son propre fils. Incidemment, Naval était un Tata de naissance, puisqu’il est né dans une branche très éloignée de la même famille Tata plus large à laquelle Jamsetji appartenait.
- Ratanji Dadabhoy Tata (1856-1926) : il est le cousin de JN Tata avec lequel il sera associé, en devenant le directeur de la Tata Steel. Marié une première fois à jeune à fille de la bourgeoisie parsie qui meurt en couches. Il épouse en secondes noces une Française Suzanne Brière en 1902. Il meurt à Paris en 1926.
  - Jehangir Ratanji Dadabhai Tata (JRD Tata) (né à Paris en 1904-1993), deuxième fils de Ratanji Dadabhoy Tata et de Suzanne Brière : il est le premier Indien à obtenir une licence de pilote et par suite est considéré comme le père de l'aviation indienne. Sous son administration, qui refuse le système des pots de vin, le groupe devient l'entreprise majeure de l'industrie indienne avec la participation à Air India dont il est à l'origine (il est le créateur de la première compagnie commerciale aérienne indienne, Tata Airlines, en 1932, qui deviendra Air India en 1946), la création de TELCO en 1945, celle de Tata Consultancy Services en 1968, le premier exportateur de services informatiques indien, et le fabricant de montres Titan en 1990.
- Naval Tata (1904–1989) fils adoptif de Navajbai Tata. Sa grand-mère maternelle biologique, Cooverbai Rao née Daboo, était la sœur de Hirabai Tata née Daboo, épouse du fondateur du groupe Tata, Jamsetji Tata. La fille de Cooverbai Rao, Ratanbai née Rao, avait épousé Hormusji Tata, qui appartenait à une branche éloignée de la famille Tata. Leur fils Naval portait donc le nom de famille « Tata » par droit d’aînesse. Après la mort prématurée d’Hormusji, cette famille était tombée dans la pauvreté et Ratanbai avait brièvement placé Naval dans un orphelinat parsi. Lorsque Navajbai Tata, sans enfant, découvrit que les parents de son mari vivaient dans une telle pauvreté, elle s’empressa de les aider. Elle se prit alors d’affection pour l’enfant Naval et, avec le consentement de Ratanbai, elle l’adopta. Naval Tata a été directeur dans plusieurs sociétés Tata, a été membre de l’OIT et récipiendaire du Padma Bhushan. Il s’est marié deux fois et a eu trois fils.
  - Ratan N. Tata (1937-2024), fils de Naval Tata et de sa première épouse Sooni, réorganise les 80 sociétés en 8 secteurs d'activité - ingénierie, matériaux, énergie, chimie, biens de consommation, NTIC, services - et rachète Tetley Group qu'il intègre dans Tata Tea qui devient le leader mondial sur le créneau.